# هرمان فون تشنبرگ
هرمان فون تشنبرگ (انگلیسی: Hermann von Teschenberg; ۶ ژوئیهٔ ۱۸۶۶ – ۶ نوامبر ۱۹۱۱) مترجم و فعال حقوق دگرباشان جنسی اهل اتریش بود.
وی در کالج حقوق خواند و ازدواج کرد. بعدتر وی در حالی که سربازی را می‌بوسید در پارکی در وین پیدا شد که در نتیجه وی به ۱۳۹۳-۹۴ به ایتالیا و بعدش به انگلستان فرار کرد. به گفته خودش در آنجا اسکار وایلد شد و تلاش کرد که میانجیگر بین لرد آلفرد داگلاس باشد. تشنبرگ آثار اسکار وایلد را به آلمانی ترجمه کرد.
در اوایل ۱۸۹۸ وی در برلین ساکن شد و همراه با ماگنوس هیرشفلد کمیته علمی-انسانی را پایه‌گذاری کرد و بین سال‌های ۱۸۹۸ تا ۱۹۰۵ بدون مزد برای این کمیته کار کرد. وی همچنین دگرجنس‌پوش بود و برای مجله این کمیته با لباس زنانه عکس گرفت.
بعد از ۱۹۰۵ وی به ایتالیا، جایی که همجنس‌گرایی غیرقانونی نبود، نقل مکان کرد و در ناپل در ۱۹۱۱ درگذشت.